# Andalgalomys olrogi
Andalgalomys olrogi és una espècie de mamífer rosegador de la família dels cricètids. És endèmic del nord-oest de l'Argentina, on viu a altituds d'aproximadament 1.000 msnm. Es tracta d'un animal nocturn. El seu hàbitat natural són les bardisses semiàrides. És una espècie en risc mínim, és a dir, no sembla que hi hagi cap amenaça significativa per a la seva supervivència.
L'espècie fou anomenada en honor del l'ornitòleg suec Claes Christian Olrog.